# Nijinskys Tagebuch
Nijinskys Tagebuch ist eine Oper für zwei Sänger, zwei Schauspieler, zwei Tänzer und Instrumente von Detlev Glanert.
Die Texteinrichtung stammt von Carolyn Sittig nach den Tagebüchern von Vaslav Nijinsky in der deutschen Übersetzung von Alfred Frank.
Die Grundidee des spartenübergreifenden Werkes ist, dass der seine eigene Erkrankung beschreibende Nijinsky von allen 6 Darstellern repräsentiert wird, die in ihren Aktionen Sprache-Gesang-Bewegung immer mehr verschmelzen.
Die Instrumente entsprechen der Vergangenheit (barocke Instrumente: Gambe, Naturhorn, Blockflöte), der Gegenwart (klassische Streicher, Bläser und Klavier) und der Moderne (Saxophon, E-Geige, Synthesizer). Der Kontrabass passt dabei zu allen Epochen.
Es gibt Motive, die sich häufig wiederholen und in den vier Instrumentalstücken "Schlaf" verarbeitet werden.
Einige Instrumente kommen immer wieder bei bestimmten Textpassagen vor: Die Posaune und das Horn unterstreichen Passagen über Gott, die Blockflöte erklingt bei der Erwähnung von Nijinskys Tochter Kyra und das Saxophon als "sündiges" Instrument, wenn Nijinsky von seiner Schwägerin Tessa spricht.
Die Kompositionsweise passt sich an den jeweiligen Geisteszustand des ehemaligen Tänzers an: es kommt immer mehr zu Überlagerungen, gleichzeitigem Sprechen, Singen und immer ekstatischer werdenden Wiederholungen und Bewegungen. Typisches Merkmal der ersten Inszenierung ist das häufige Tauschen der Kostüme unter den Darstellern, wobei auch Originalkostümteile von Nijinsky verwendet werden.
Die Aufführung dauert ca. 100 Minuten.
Das Werk wurde am 6. April 2008 in der Inszenierung von Ludger Engels, unter der musikalischen Leitung von Daniel Jakobi, zur Amtszeit von Michael Schmitz-Aufterbeck am Theater Aachen uraufgeführt.